# 드미트리 콤바로프
드미트리 블라디미로비치 콤바로프(러시아어: Дмитрий Владимирович Комбаров, 1987년 1월 22일 ~, 모스크바)는 러시아의 전 축구 선수이다. 러시아 축구 국가대표팀에서 활약했으며 현역 시절 포지션은 레프트 백 및 윙어였다. 일란성 쌍둥이 형제인 키릴 콤바로프 또한 축구 선수 출신이다.